# Bazooka (groupe)
Ne doit pas être confondu avec Fatal Bazooka.
Pour les articles homonymes, voir Bazooka (homonymie).
Bazooka est un collectif d'artistes français principalement actif de 1974 à fin 1978. 

## Histoire du groupe

### Fondation
Bazooka se forme en 1974 aux ateliers graphiques des Beaux-arts de Paris autour de Christian Chapiron (Kiki Picasso), Jean-Louis Dupré (Loulou Picasso), Olivia Clavel (Electric Clito), Philippe Renault (Lulu Larsen), Bernard Vidal (Bananar). Y participent plus sporadiquement Jean Rouzaud et Ti5 Dur (Philippe Bailly).
Après des publications des membres dans Actuel, le premier collectif édité par Bazooka, début 1975, est Bazooka Production, aussitôt suivi de Loukhoum breton, d'Olivia Clavel, puis des fanzines Bien dégagé autour des oreilles et Activité sexuelle normale. Ils lancent en 1976 Bulletin périodique, revue régulière et plus luxueuse, interdite aux moins de 18 ans. Elle connaît sept numéros. En 1977, Futuropolis leur ouvre les portes de la collection 30/40. Parallèlement à leurs fanzines et revues, le groupe investit entre 1976 et 1978 de nombreuses revues de bande dessinée ou d'humour (Surprise, Charlie Mensuel, L'Écho des savanes, Métal hurlant, Hara-Kiri, etc.), réalise des pochettes de disques pour Elvis Costello, Extraballe, Throbbing Gristle, James Chance ou encore Starshooter, et travaille dans la publicité.
Leurs travaux participent principalement du collage d'images d'origines diverses (actualité, archive, art, bande dessinée), retravaillées avec diverses techniques (dessin, peinture). Cependant, la technique est poussée à l'extrême (L.L. de Mars évoque un « collage de collages »), et ce foisonnement de signes permet la création d'œuvres ambiguës laissant au lecteur, au spectateur, toute liberté d'interprétation. Bazooka, poussant le principe de subversion par le dessin (Chapiron invente le terme de « Dictature graphique »), est associé très rapidement au mouvement punk naissant. Le groupe a également publié des bandes dessinées (Clavel et Rouzaud principalement) et dessins (Loulou Picasso) plus sensibles. La provocation se double d'un grand souci esthétique, exigence qui vaut à Rouzaud, accusé de trop de conformisme, d'être exclu du groupe en 1976.

### Recrutement parLibération
Leur célébrité vient cependant de leur collaboration avec Libération. Contactés en 1977 par Serge July pour illustrer le journal, ils appliquent à l'actualité les mêmes méthodes de détournement et de contestation qu'envers l'art dans leurs productions précédentes, selon leur désir d'investir les médias pour « y foutre la merde » (Olivia Clavel). En particulier, Kiki Picasso publie en août 1977 un dessin « qui traite avec dérision de la mort violente d'un manifestant anti-nucléaire à Creys-Malville ». Faisant face aux réticences de plus en plus grandes de la majorité de la rédaction du journal, le groupe arrête sa participation directe. 

### Un regard moderne
Cependant, Libération édite à partir de février 1978 Un Regard moderne, mensuel d'actualité remarqué dès lors pour sa qualité et son caractère innovant, ainsi que pour ses provocations, comme lorsqu'ils proposent dans le numéro du 5-6 novembre 1978 un dessin pédopornographique dans la page d'annonce « Taules ». 
C'est le photographe Alain Bizos qui "décide Serge July" à publier la revue en supplément mensuel de Libération, du numéro 1, en mars 1978 au numéro 5, en juillet 1978. Mais après cinq numéros et encore quelques scandales, dont la publication de dessins pédopornographiques, la revue cesse faute de financement
Les problèmes suscités par leurs provocations conduisent à l'arrêt de l'expérience en août après six numéros. Si les principaux membres du collectif sont alors individuellement assez connus pour continuer à essaimer les revues, le groupe commence à disparaître.
En 2002, Loulou Picasso adapte Un Regard moderne à Internet en l'ouvrant, entre autres, à Kiki Picasso et Olivia Clavel, puis  à d'autres artistes, au travers du site  unregardmoderne.net, qui leur vaut un procès, intenté par l'AFP (2003), pour piratage des images qu'ils reprennent de l'agence. En 2004, et pour une année entière, Chris Marker (sous le pseudonyme de Guillaume en Égypte) participe quotidiennement à ce blog d'information. Après trois années de publications quotidiennes, en 2005, Loulou Picasso cesse de mettre en ligne le site unregardmoderne, pour se consacrer à nouveau à la peinture.

## Publications
- Jean Seisser (sous la direction), Bazooka : Un regard moderne, Paris, Le Seuil, 2005 — contient des extraits des six numéros d’Un regard moderne, œuvres originales d'Olivia Clavel, Lulu Larsen, Kiki Picasso, Loulou Picasso, T5 et Bernard Vidal de 1974 à 1980, extraits du site internet mis en ligne depuis 2002.  (ISBN 2020806711).
- Französische Bilder, livre d'artiste sérigraphié, reproduction d'un projet de 1976 non-publié. Mise en couleurs et impression Gfeller + Hellsgård, Re:Surgo!, 2013
- Early Bazooka, 1972 - 1976, Loulou Picasso, éditions Timeless, 2017

## Postérité
- Une librairie parisienne a ouvert en 1991 sous le nom Le Regard moderne en l'hommage à ce groupe, elle a été fondée par Jean-Pierre Faur et Jacques Noël (?-2016), rue Gît-le-Cœur[9].
- Un périodique illustré appelé Zoulou fut publié en 1983-1984 par le groupe Novapress, dirigé par Frédéric Joignot et Jean Seisser, avec des contributeurs de l'ancien groupe Bazooka (Jean Rouzaud, Olivia Clavel).

### Documentation
Ouvrages, articles
- Théophraste Épistolier, « Les Petits Miquets : l'année Bazooka », dans Charlie Mensuel no 113, juin 1978, p. 20-22.
- "Les livres de Bazooka", entretien de Francis Lambert avec Kiki Picasso in (A suivre), juin 1978, p 20-21.
- Jean Seisser, La Gloire des Bazooka, Robert Laffont, 1981.
- Jean Rouzaud, L’Inconnu de Bazooka, Raggage, 2005.
- Bazooka, Pyramyd, coll. Design et Designer, no 44, 2006.  (ISBN 2350170217)
- Kiki et Loulou Picasso, Engin explosif improvisé, L'Association, mai 2009.
- Olivia Clavel, Kiki et Loulou Picasso, « Punks esthètes : Bazooka's not dead », Technikart, Paris, SAS IdeoClean, no 30H « Hors-série musique »,‎ janvier 2011, p. 48-54 (ISSN 1162-8731).